# Platysenta pupulla
Platysenta pupulla là một loài bướm đêm trong họ Noctuidae.